# Pereiros (Carrazeda de Ansiães)
Pereiros ist eine Gemeinde (Freguesia) im portugiesischen Kreis Carrazeda de Ansiães. In ihr leben 151 Einwohner (Stand 19. April 2021).